# Luftsicherheitszentrale Berlin

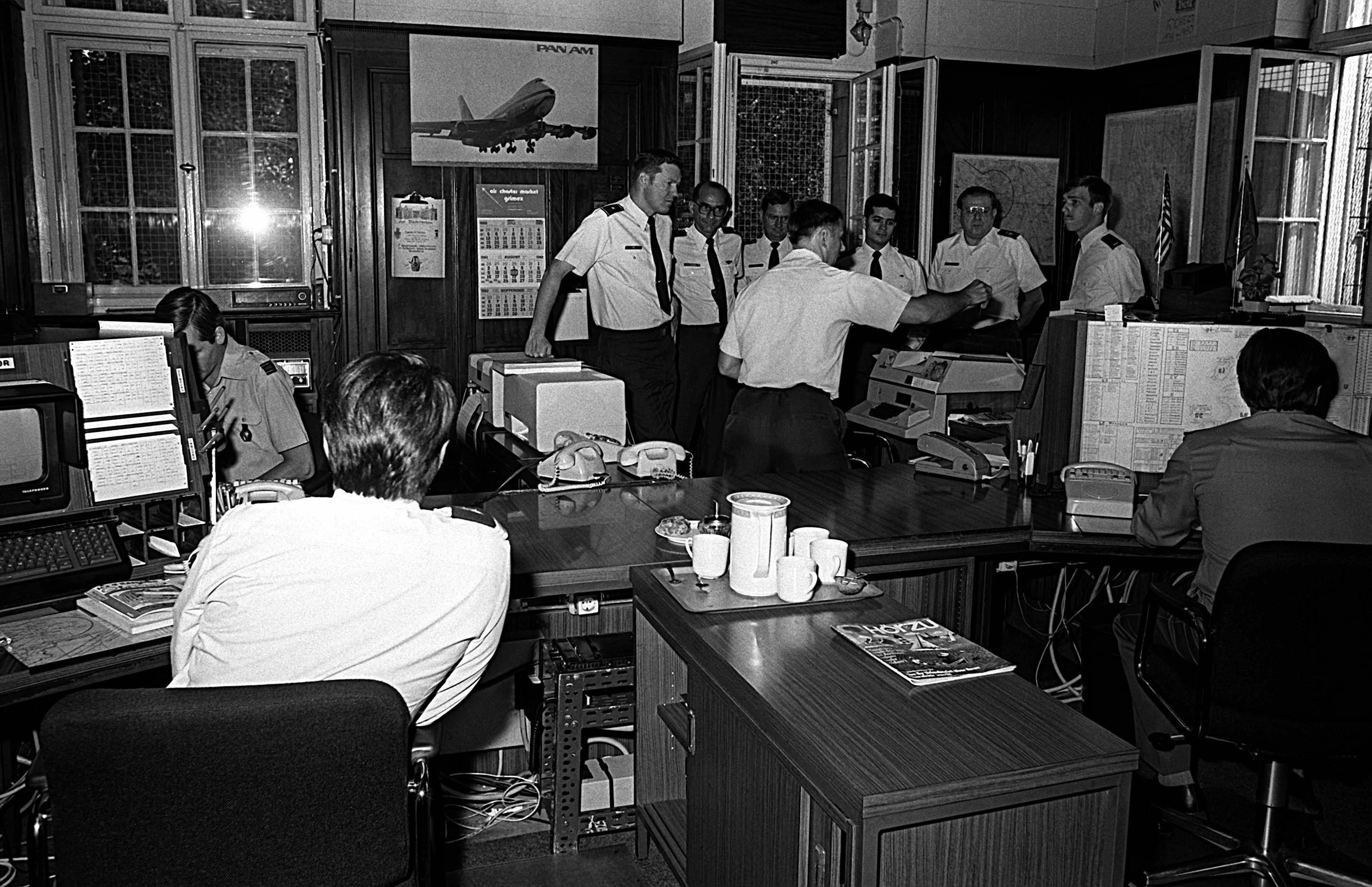
Die alliierte Luftsicherheitszentrale Berlin 1982

Die Luftsicherheitszentrale Berlin, englisch: Berlin Air Safety Center (BASC), war von 1945 bis 1990 eine gemeinsame Behörde der vier alliierten Besatzungsmächte USA, Großbritannien, Frankreich und Sowjetunion in Berlin zur Kontrolle und Überwachung des Flugverkehrs im Raum Berlin. Dies betraf den Luftraum der Viersektorenstadt Berlin und Teile des Luftraums der Bundesrepublik Deutschland und der Deutschen Demokratischen Republik. Die alliierte Luftsicherheitszentrale Berlin war neben dem Kriegsverbrechergefängnis Spandau die einzige in der Zeit des Kalten Krieges von allen vier Mächten gemeinsam betriebene Einrichtung.

## Geschichte

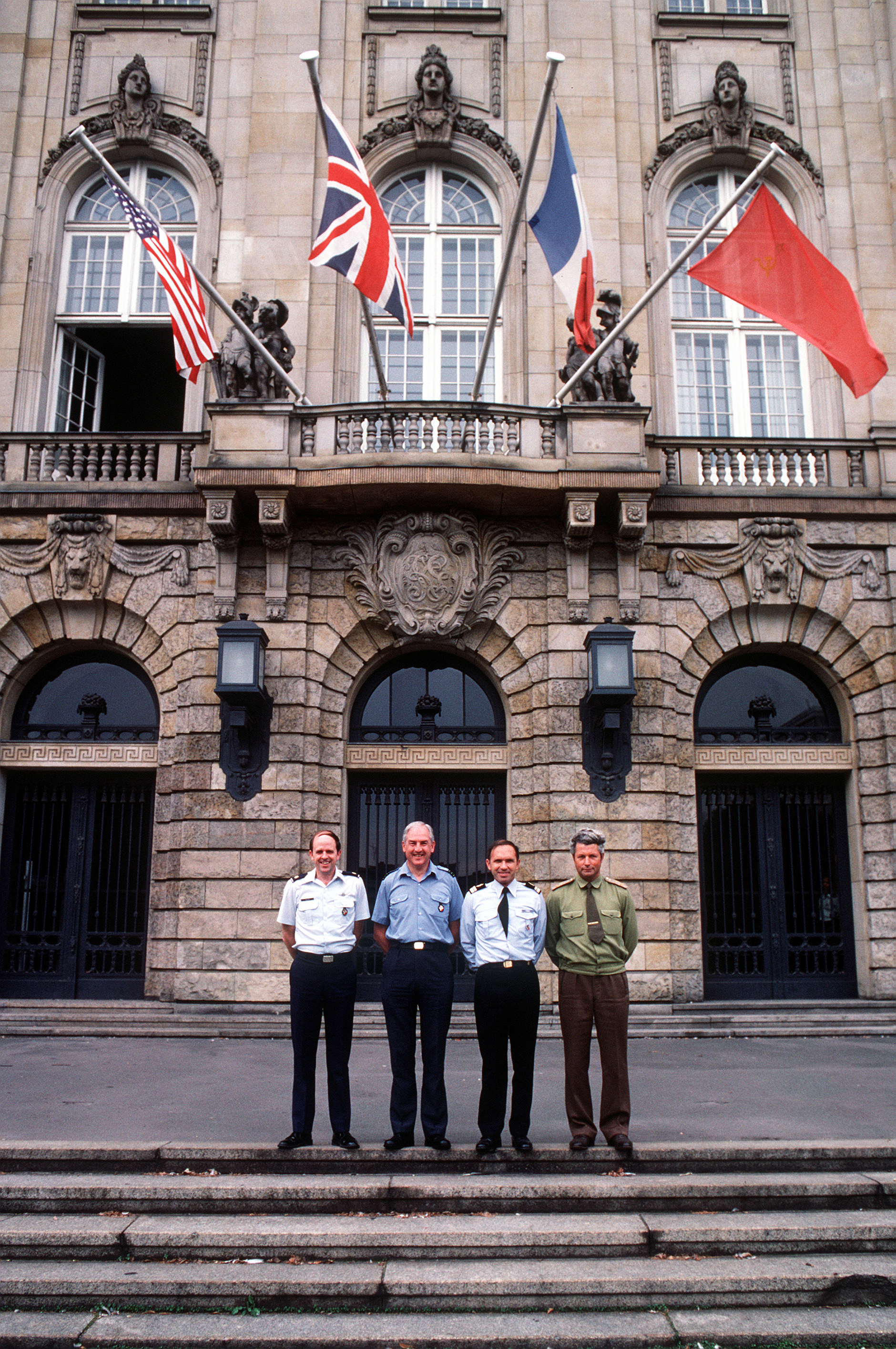
Die vier alliierten Fluglotsen der Luftsicherheitszentrale 1989 vor dem Kontrollratsgebäude am Heinrich-von-Kleist-Park

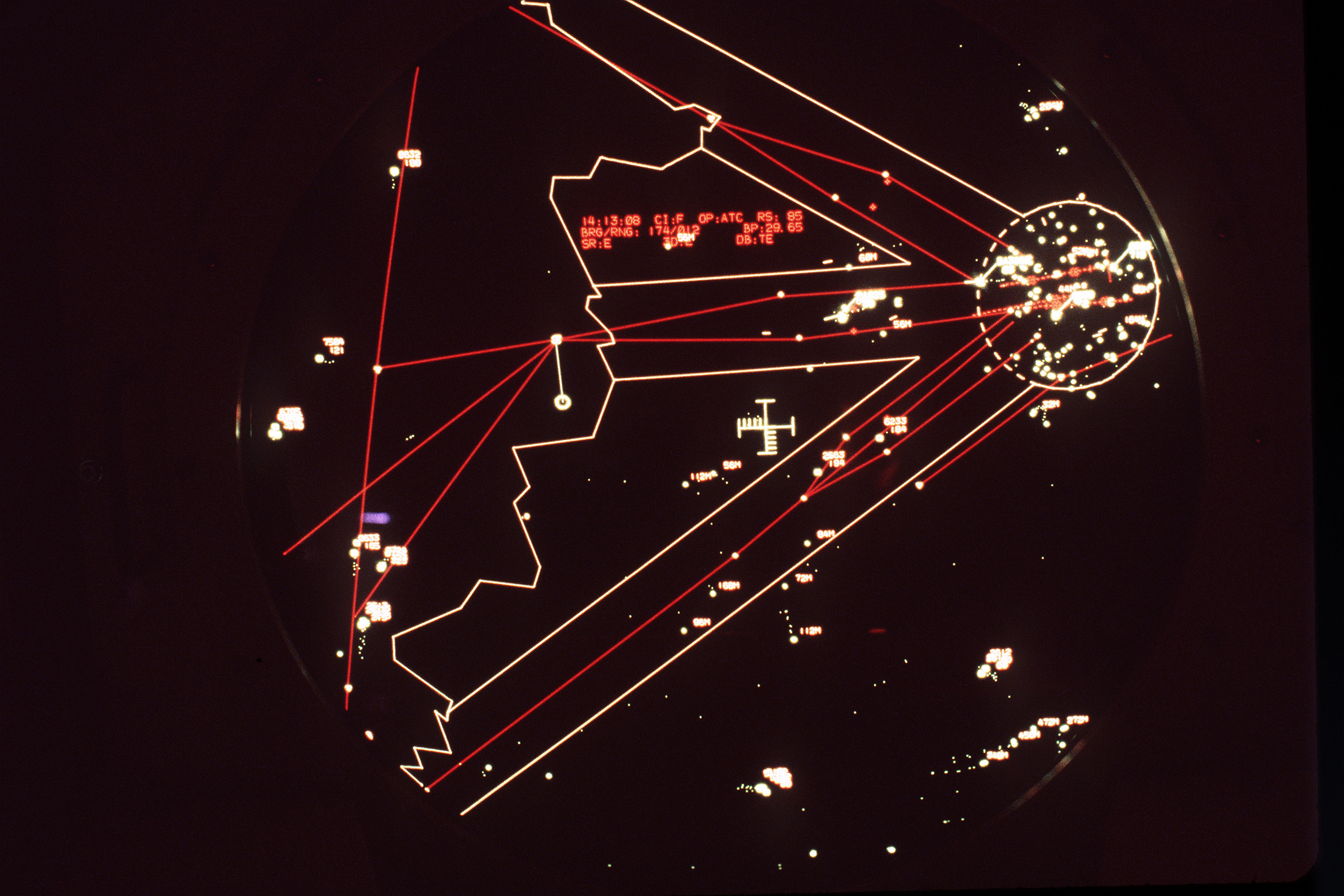
Eine Flugverkehrskontrollanzeige mit den Luftkorridoren nach Berlin 1989

Die am 13. Dezember 1945 auf Beschluss des Alliierten Kontrollrats vom 30. November 1945 errichtete Behörde befand sich im Gebäude des Kontrollrats in der Elßholzstraße 32 im Bezirk Schöneberg des amerikanischen Sektors. Bis 1945 war es der Sitz des Kammergerichts gewesen.
Die Luftsicherheitszentrale nahm im Februar 1946 ihre Arbeit auf und regelte jedes Befliegen der Kontrollzone Berlin (Berlin Control Zone; BCZ) im Radius von 32 km sowie der Korridore, die sich von Berlin aus bis zu den Grenzen der benachbarten Kontrollbezirke erstreckte. Hierzu gehörten die Luftkorridore Hamburg-Berlin, Bückeburg/Hannover-Berlin und Frankfurt am Main-Berlin. Am 22. Oktober 1946 trat die Vier-Mächte-Vereinbarung des Luftfahrtdirektorates der Alliierten Kontrollkommission über die Luftsicherheitszentrale „Flugvorschrift für Flugzeuge, die die Luftkorridore in Deutschland und die Kontrollzone Berlin befliegen“ in Kraft. Jeder militärische wie zivile Flug durch eine dieser drei je 32 Kilometer breiten Luftkorridore musste 40 Minuten vor Überfliegen von DDR-Territorium der Luftsicherheitszentrale gemeldet werden. Auch während der Berliner Luftbrücke 1948 war die alliierte Luftsicherheitszentrale für die Freigabe (Air Traffic Clearance) jedes einzelnen Fluges nach Berlin zuständig.
Obwohl die Sowjetunion aus Protest gegen die Londoner Sechsmächtekonferenz und die Gründung des Brüsseler Paktes ab dem 20. März 1948 den Alliierten Kontrollrat verlassen hatte, und dieser nicht mehr zusammentrat, betrieben die ehemaligen Alliierten die Luftsicherheitszentrale weiterhin bis zur Auflösung am 31. Dezember 1990 infolge der Wiedervereinigung Deutschlands.